# 1910年10月5日革命

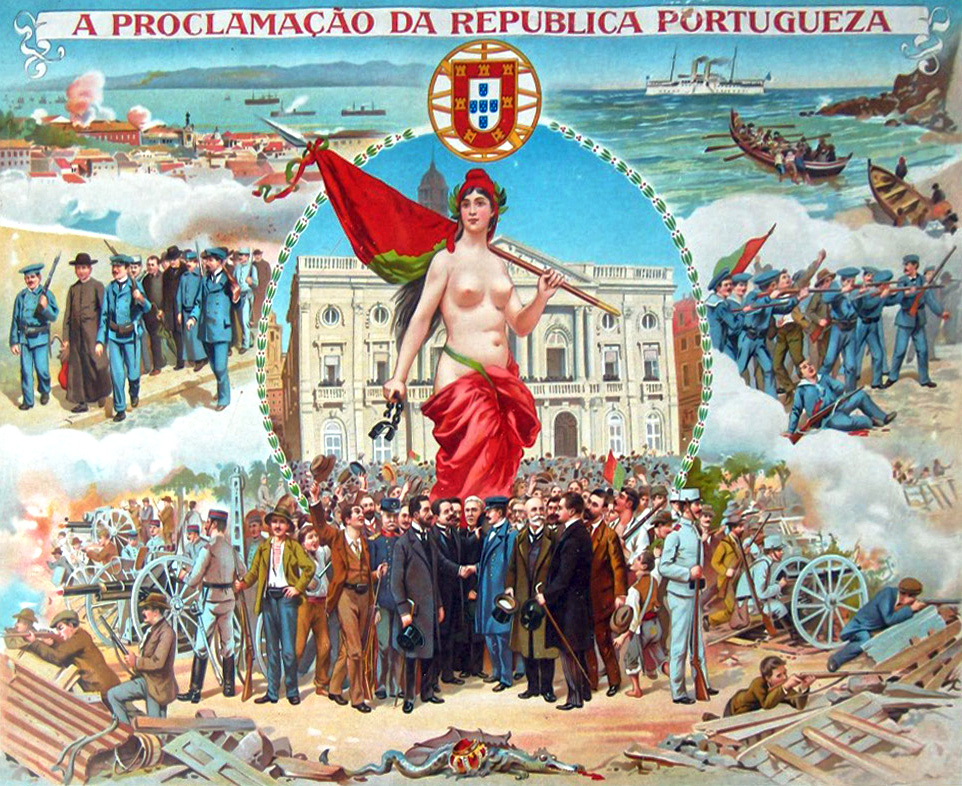
革命の寓意画

1910年10月5日革命は、1910年にポルトガルで起こった共和革命。国王マヌエル2世を廃位し、ポルトガル第一共和政が成立した。

## 経緯
- 革命に先立って首相ジョアン・フランコ（英語版）は退任し、亡命した。新しく選挙が行われたが、派閥闘争によって安定した政権の結成はできなかった。
- 1910年10月1日、ブラジル大統領エルメス・ダ・フォンセカの来訪が口実となって、共和主義者による大規模なデモが行われた。
- 10月3日、軍部はテージョ川河口に停泊する軍艦の反乱の鎮圧を拒否し、リスボン周辺を占拠する。
- 10月4日、2隻の軍艦が王宮への砲撃を開始、マヌエル2世と王族はイギリスへ亡命。
- 10月5日、共和国臨時政府がテオフィロ・ブラガを大統領として発足。